# Zasuwa ołtarza
Zasuwa ołtarza – w kościołach, w części centralnej ołtarza umieszczany jest zwyczajowo obraz główny przedstawiający patrona świątyni.
W dawnych czasach konstruowano często ołtarz w ten sposób, że był on w części mieszczącej obraz i powyżej niej "trójwymiarowy". 
Polegało to na tym, że główny obraz  umieszczany był na stałe w głębszej części "okna ołtarza", natomiast przed nim, na bocznych prowadnicach umieszczano drugi, zazwyczaj mniej wartościowy "powszedni" obraz-zasuwę.
Mocowany w sposób ruchomy, poruszał się pionowo w "oknie" ołtarza wciągany lub opuszczany za pomocą odpowiedniego sznura - cięgna - dostępnego dla obsługi z tyłu ołtarza. 
Wierni na co dzień oglądali w kościele w ołtarzu obraz-zasuwę, obraz główny ukazywał się ich oczom podczas uroczystości i w dni świąteczne, gdy podnoszony "powszedni" obraz wsuwał się i chował w rozbudowanej, dekorowanej górnej części ołtarza.
Obecnie zdarza się, że zasuwa będąca często obrazem o wysokich walorach artystycznych czy historycznych jest demontowana z ołtarza i eksponowana jako osobny obraz w świątyni.